# Sumail
Sumail (стилізується як Suma1L), справжнє ім'я — Саїд Сумаїл Хасан (араб. حسن سمائل سید, нар. 13 лютого 1999) — пакистано-американський професійний гравець команди Evil Geniuses у дисципліні Dota 2. Переможець турніру The International 2015.

## Біографія
Він народився в місті Карачі, Пакистан 13 лютого 1999 року. У нього є шість братів і сестер, один з яких, Явар YawaR Хасан, також професійний кіберспортсмен Dota 2, котрий грає за команду Newbee.
У 2015 році SumaiL отримав місце у EG, замінивши Arteezy. EG разом із Suma1L стали переможцями Dota 2 Asia Championship в Шанхаї. Також у 2015 він і його команда посіли 1-е місце на головному турнірі з Dota 2 — The International 2015.
У березні 2016 року він посів п'яте місце у списку найбільш високооплачуваних персон кіберспортивної індустрії з загальним виграшом в розмірі $1.761.853,34 за 15 турнірів. У книзі рекордів Гіннесса його визнали наймолодшим гравцем, чия сума виграшу перевищила позначку у $1 000 000.

## Турнірні досягнення
- Dota 2 Asia Championships
- The International 2015
- The Summit 4 2015 [Архівовано 30 липня 2016 у Wayback Machine.]
- Captains Draft 3.0 2016 [Архівовано 9 серпня 2016 у Wayback Machine.]
- Frankfurt Major 2015
- The Shanghai Major 2016